# Weissia intermedia
Weissia intermedia là một loài rêu trong họ Pottiaceae. Loài này được (Schimp.) Tolf mô tả khoa học đầu tiên năm 1891.